# Jubilee Line
| Strecke der Jubilee Line |                           |                                                              |                                                      |
| Streckenlänge: | 36,2 km                   |                                                              |                                                      |
| Spurweite: | 1435 mm (Normalspur)      |                                                              |                                                      |
| |                           |                                                              |                                                      |
| Linienfarbe: | Grau                      |                                                              |                                                      |
| Eröffnungsjahr: | 1979                      |                                                              |                                                      |
| Linientyp: | Röhrenbahn                |                                                              |                                                      |
| Stationen: | 27                        |                                                              |                                                      |
| Depot: | Stratford Market, Neasden |                                                              |                                                      |
| Eingesetzter Zugtyp: | 1996 Tube Stock           |                                                              |                                                      |
| Fahrgäste: | 213.554.000 (jährlich)    |                                                              |                                                      |
| Jubilee Line |                           |                                                              |                                                      |
| \| \| \| Stanmore \| \| \| \| \| Abstellgleise Stanmore \| \| \| \| \| Canons Park \| \| \| \| \| Queensbury \| \| \| \| \| Kingsbury \| \| \| \| \| Wembley Park Metropolitan \| \| \| \| \| Neasden \| \| \| \| \| Dollis Hill \| \| \| \| \| Willesden Green \| \| \| \| \| Kilburn \| \| \| \| \| West Hampstead \| \| \| \| \| Finchley Road Metropolitan \| \| \| \| \| \| \| \| \| \| Swiss Cottage \| \| \| \| \| St. John’s Wood \| \| \| \| \| Baker Street Bakerloo Circle Hammersmith & City Metropolitan \| \| \| \| \| Zur Bakerloo Line, welche früher nach Stanmore fuhr. \| \| \| \| \| Bond Street Central \| \| \| \| \| Green Park Piccadilly Victoria \| \| \| \| \| \| \| \| \| \| Charing Cross (1999 geschl.) Bakerloo Northern \| \| \| \| \| Streckenende kurz vor Aldwych \| \| \| \| \| Westminster Circle District \| \| \| \| \| Themse \| \| \| \| \| Waterloo Bakerloo Northern Waterloo & City \| \| \| \| \| Southwark \| \| \| \| \| London Bridge Northern \| \| \| \| \| Bermondsey \| \| \| \| \| Canada Water \| \| \| \| \| Themse \| \| \| \| \| Canary Wharf \| \| \| \| \| Themse \| \| \| \| \| North Greenwich \| \| \| \| \| Themse \| \| \| \| \| \| \| \| \| \| Canning Town \| \| \| \| \| West Ham District Hammersmith & City \| \| \| \| \| Stratford Market Depot \| \| \| \| \| Stratford Central \| \| |                           |                                                              |                                                      |
| U-Bahn-Kopfbahnhof Streckenanfang |                           | Stanmore                                                     | Stanmore                                             |
| U-Bahn-Abzweig geradeaus und von links · U-Bahn-Betriebs-/Güterbahnhof Streckenende und quer |                           | Abstellgleise Stanmore                                       | Abstellgleise Stanmore                               |
| U-Bahn-Haltepunkt / Haltestelle |                           | Canons Park                                                  | Canons Park                                          |
| U-Bahn-Haltepunkt / Haltestelle |                           | Queensbury                                                   | Queensbury                                           |
| U-Bahn-Haltepunkt / Haltestelle |                           | Kingsbury                                                    | Kingsbury                                            |
| U-Bahn-Bahnhof |                           | Wembley Park Metropolitan                                    | Wembley Park Metropolitan                            |
| U-Bahn-Haltepunkt / Haltestelle |                           | Neasden                                                      | Neasden                                              |
| U-Bahn-Haltepunkt / Haltestelle |                           | Dollis Hill                                                  | Dollis Hill                                          |
| U-Bahn-Haltepunkt / Haltestelle |                           | Willesden Green                                              | Willesden Green                                      |
| U-Bahn-Bahnhof |                           | Kilburn                                                      | Kilburn                                              |
| |                           | West Hampstead                                               |                                                      |
| |                           | Finchley Road Metropolitan                                   |                                                      |
| U-Bahn-Tunnelanfang |                           |                                                              |                                                      |
| U-Bahn-Haltepunkt / Haltestelle (im Tunnel) |                           | Swiss Cottage                                                | Swiss Cottage                                        |
| U-Bahn-Haltepunkt / Haltestelle (im Tunnel) |                           | St. John’s Wood                                              | St. John’s Wood                                      |
| |                           | Baker Street Bakerloo Circle Hammersmith & City Metropolitan |                                                      |
| U-Bahn-Abzweig geradeaus und nach rechts (im Tunnel) |                           | Zur Bakerloo Line, welche früher nach Stanmore fuhr.         | Zur Bakerloo Line, welche früher nach Stanmore fuhr. |
| |                           | Bond Street Central                                          |                                                      |
| |                           | Green Park Piccadilly Victoria                               |                                                      |
| U-Bahn-Abzweig geradeaus und ehemals nach links (im Tunnel) · U-Bahn-Strecke von rechts (außer Betrieb) (im Tunnel) |                           |                                                              |                                                      |
| U-Bahn-Strecke (im Tunnel) · U-Bahn-Haltepunkt / Haltestelle (Strecke außer Betrieb) (im Tunnel) |                           | Charing Cross (1999 geschl.) Bakerloo Northern               | Charing Cross (1999 geschl.) Bakerloo Northern       |
| U-Bahn-Strecke (im Tunnel) |                           | Streckenende kurz vor Aldwych                                | Streckenende kurz vor Aldwych                        |
| |                           | Westminster Circle District                                  |                                                      |
| |                           | Themse                                                       |                                                      |
| |                           | Waterloo Bakerloo Northern Waterloo & City                   |                                                      |
| |                           | Southwark                                                    |                                                      |
| |                           | London Bridge Northern                                       |                                                      |
| |                           | Bermondsey                                                   |                                                      |
| |                           | Canada Water                                                 |                                                      |
| |                           | Themse                                                       |                                                      |
| |                           | Canary Wharf                                                 |                                                      |
| |                           | Themse                                                       |                                                      |
| |                           | North Greenwich                                              |                                                      |
| |                           | Themse                                                       |                                                      |
| U-Bahn-Tunnelende |                           |                                                              |                                                      |
| |                           | Canning Town                                                 |                                                      |
| |                           | West Ham District Hammersmith & City                         |                                                      |
| U-Bahn-Abzweig geradeaus und von links · U-Bahn-Betriebs-/Güterbahnhof Streckenende und quer |                           | Stratford Market Depot                                       | Stratford Market Depot                               |
| |                           | Stratford Central                                            |                                                      |

Die Jubilee Line ist eine U-Bahn-Linie der London Underground. Sie ist 36,2 km lang und hat 27 Stationen, davon liegen 13 unterirdisch. Auf dem Liniennetzplan ist sie grau bzw. silbern eingezeichnet.

## Geschichte
Die Jubilee Line wurde am 1. Mai 1979 eröffnet. Sie entstand einerseits aus der Übernahme eines bereits bestehenden Streckenastes der Bakerloo Line zwischen Baker Street und Stanmore (ursprünglich von der Metropolitan Railway erbaut), andererseits aus einer vier Kilometer langen unterirdischen Neubaustrecke zwischen Baker Street und Charing Cross.
Es gab bereits vorher eine Station namens Charing Cross, die von der Circle Line und der District Line sowie von der Bakerloo Line und der Northern Line bedient wurde. Diese wurde in Embankment umbenannt. Die neue Station Charing Cross entstand aus dem Zusammenschluss der Stationen Strand der Northern Line und Trafalgar Square der Bakerloo Line. Diese beiden vorher getrennten Stationen erhielten eine neue gemeinsame Verteilerebene und wurden mit der Endstation der Jubilee Line ergänzt.
Die neue Linie hätte ursprünglich Fleet Line heißen sollen, benannt nach dem River Fleet, der durch London fließt. Anlässlich des silbernen Thronjubiläums von Königin Elisabeth II. benannte man die noch in Bau befindliche Linie 1977 in Jubilee Line, deutsch Jubiläumslinie, um. Die graue Farbe auf dem Liniennetzplan soll Silber symbolisieren.

### Verlängerung nach Osten
Wegen Geldmangels wurde der Baubeginn der zweiten Etappe bis in die späten 1990er Jahre verschoben. Gemäß den ursprünglichen Plänen hätte die Jubilee Line über Fleet Street und Fenchurch Street der Themse führen, den Fluss bei Wapping unterqueren und beim Bahnhof Lewisham enden sollen. Damit erhoffte man sich eine bessere Anbindung der Surrey Docks und eine direkte Entlastung der Bakerloo Line im Innenstadtbereich. In den Plänen dieser Linienführung war sogar vorgesehen, die Strecken in Süd-London, welche heute durch die London Overground von der East London Line aus angeschlossen werden, durch die Jubilee Line zu erschließen.
Wegen der rasanten baulichen Entwicklung in den Docklands, einem ehemaligen Hafengebiet, änderte man jedoch die Pläne. Der Grund war, dass nun eine Streckenführung südlich der Themse in Richtung Docklands rentabler geworden war und die veränderten Verkehrsflüsse besser aufnehmen würde. Außerdem verringerten sich die Zahlen potenzieller Fahrgäste an den südlichen Streckenästen, da immer mehr Menschen sich in Innenstadtnähe niederließen und somit die Einwohnerzahlen in den Randgebieten sanken – mit ihnen auch die Passagierzahlen.
Die neu geplante Strecke führte nun zunächst südlich der Themse, dann über die Docklands zum Bahnhof Stratford. Diese Linienführung war sinnvoll, da man so Passagiere in Stratford zum Umsteigen von der überfüllten Central Line bewegen konnte, die Docklands sowie dadurch auch die Docklands Light Railway erschloss und weiterhin die Anbindung der Surrey Docks neben weiteren Gebieten südlich der Themse ermöglichte. Während Vorarbeiten bereits ab Oktober 1993 erfolgten, wurde die Baustelle im Dezember jenes Jahres formal vom damaligen britischen Premierminister John Major eröffnet.
Die Verlängerung nahm man 1999 in drei Etappen in Betrieb. Sie zweigt nach der Station Green Park von der ursprünglichen Linie ab, bedient die wichtigen Bahnhöfe Waterloo und London Bridge und erschließt in den Docklands das moderne Wolkenkratzer-Viertel Canary Wharf. Die Linie endet in Stratford, wo ursprünglich geplant war, ab 2010 die Eurostar-Züge nach Paris und Brüssel halten zu lassen. Die Themse wird insgesamt vier Mal unterquert. Die ursprüngliche Endstation Charing Cross wurde nach zwanzig Jahren geschlossen und dient heute als Abstellplatz sowie als Wendestelle bei Problemen im Betriebsablauf.

## Fahrzeuge
Anfangs wurden Fahrzeuge der Bakerloo Line genutzt, der 1972 Tube Stock. 1984 wurde der 1983 Tube Stock in Dienst gestellt, das war auch die letztgebaute Bauart mit konventioneller Technik. Weil die Linie nach Stratford verlängert wurde, benötigte man neue Züge und die noch recht jungen 1983 Tube Stock wurden ausgemustert. Ein Motorwagen bleibt im Transport Museum erhalten. 2004 standen noch einige Einheiten in Uxbridge herum, sie sind an den Schienen festgerostet.
Für den östlichen Teil der Jubilee Line, an dem es Bahnsteigtüren gibt, ist es daher nicht möglich, die 1983 Tube Stock mit den neuen 1996 Tube Stock zu kuppeln. Diese Züge wurden 1997 geliefert.
Die Züge des 1996 Tube Stock wurden ab Ende Dezember 2005 um einen Wagen ergänzt, so dass jeder Zug aus sieben Wagen besteht. Die Stationen mussten dafür nicht umgebaut werden, da die PEDs (Platform Edge Door) schon vorhanden waren. Mit dieser Maßnahme konnte die Kapazität der Linie um 17 Prozent erhöht werden.

## Architektur

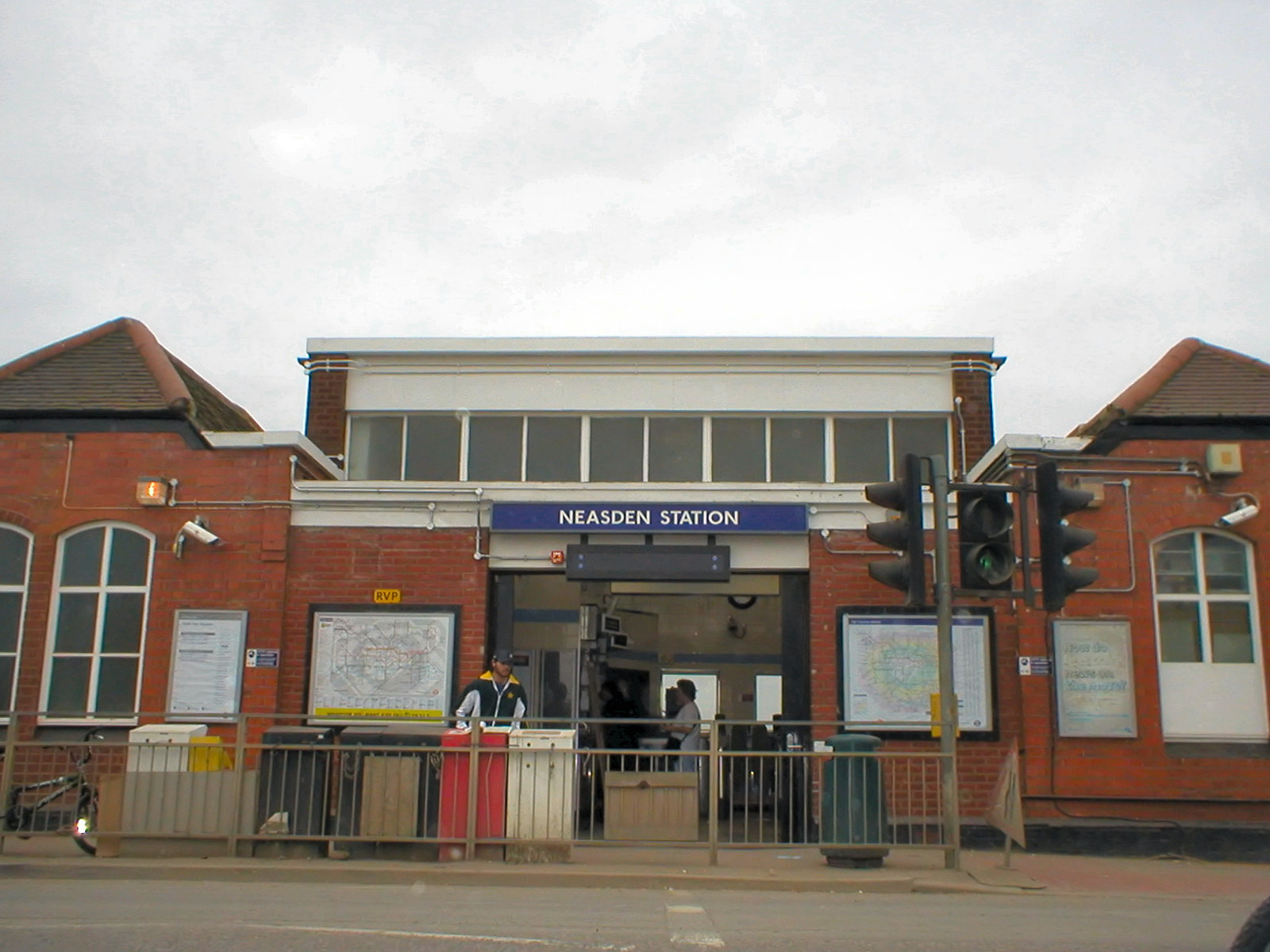
U-Bahn-Station Neasden

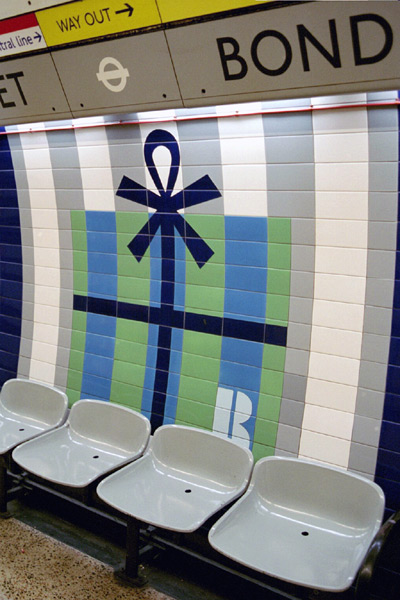
Fliesenmuster in der Station Bond Street

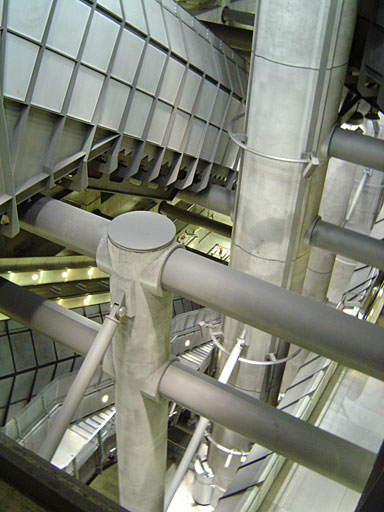
Die futuristisch anmutende Station Westminster

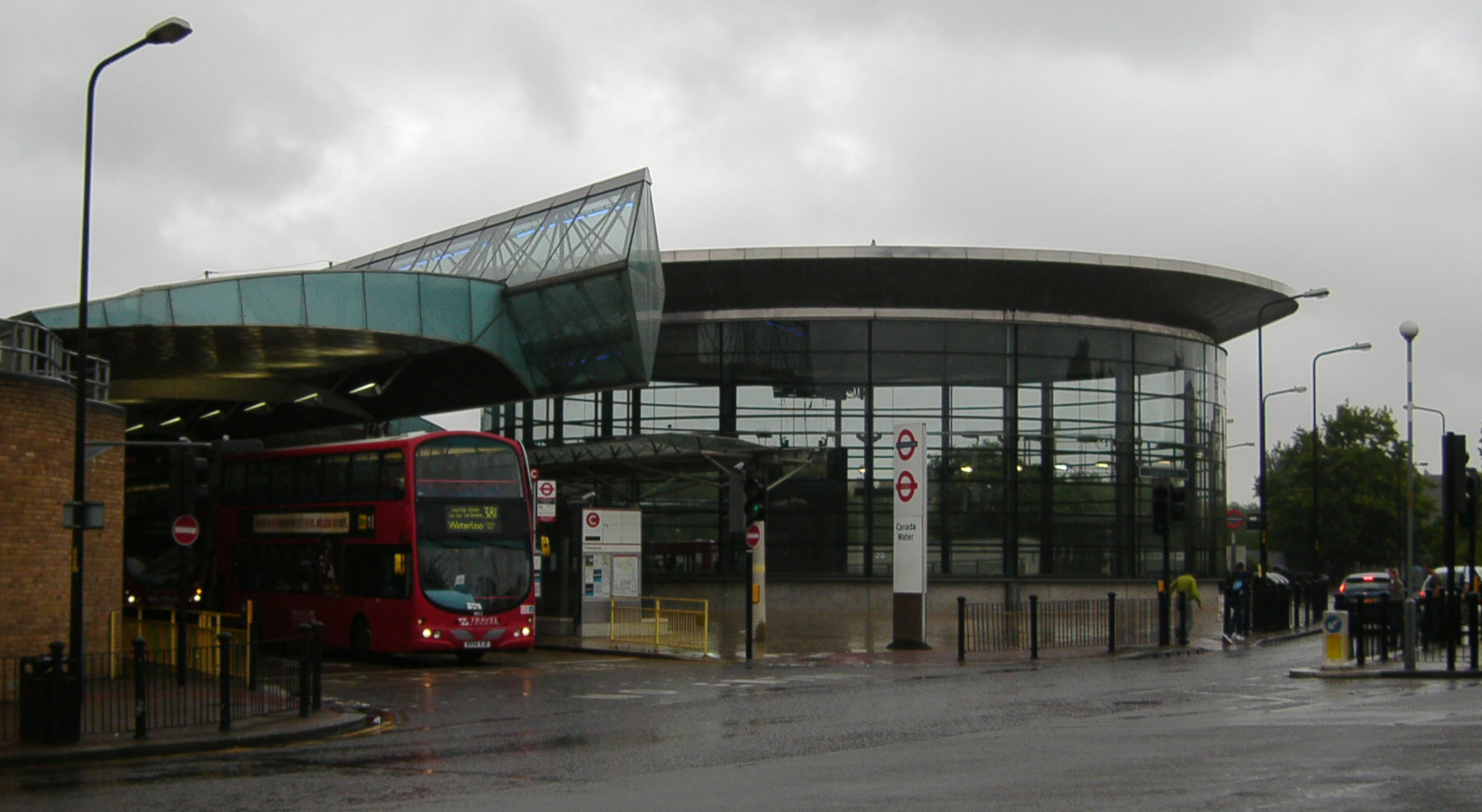
Bahnhof Canada Water

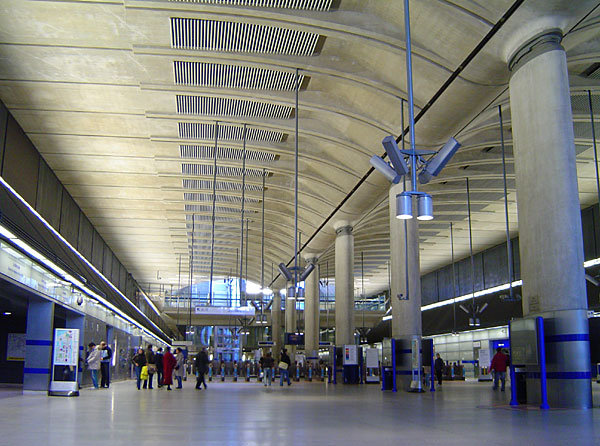
Die sehr geräumige Eingangshalle der Station Canary Wharf

Die Stationen haben je nach Epoche, in der sie gebaut wurden, ein ganz unterschiedliches Erscheinungsbild. Die von der Metropolitan Line gebauten oberirdischen Stationen zwischen Stanmore und Baker Street ähneln mit ihrer Backstein-Bauweise typisch englischen Landbahnhöfen. Die Tunnelstationen an der 1979 gebauten Strecke gelten gestalterisch als guter Durchschnitt.
Ganz anders präsentieren sich hingegen die Stationen, die an der 1999 eröffneten Verlängerung nach Stratford entstanden sind. Sie sind allesamt sehr geräumig, wenn nicht sogar riesig. Manche von ihnen haben gewaltige Eingangshallen und hohe Glaskuppeln, durch die das Tageslicht auf die Verteilerebenen fällt. Allgemein entsteht ein futuristischer Eindruck. Die Tunnelstationen (Westminster bis einschließlich North Greenwich) sind mit Bahnsteigtüren ausgestattet, die sich erst dann öffnen, wenn die Züge zum Halt kommen. Dadurch werden Unfälle und Suizide verhindert.
Die Planungen für das Gesamtkonzept der Stationen entlang der Verlängerung wurde an den Architekten Roland Paloetti übertragen. Dieser setzte gezielt verschiedene Architekten an die Ausarbeitung der unterschiedlichen Stationen, um so eine Individualität jedes einzelnen Halts erzielen zu können. Zudem sah das von ihm geplante Konzept vor, einen Großteil des für den Bau zugewiesenen Geldes für die unterirdischen Stationen zu nutzen und die oberirdischen somit etwas spärlicher zu planen und auszustatten.
Die Station Westminster, die 1868 eröffnet worden war, wurde in veränderter Gestalt komplett neu errichtet. Der Bau erwies sich als äußerst komplex, da die bestehende Station der Circle und District Line unter laufenden Betrieb um 30 Zentimeter gesenkt werden musste. Die Station der Jubilee Line ist nach Hampstead die tiefstgelegene des ganzen Netzes, sie liegt über 50 Meter unter der Erdoberfläche und dient als Fundament des Portcullis House.
Das augenfälligste Merkmal der Station Canada Water ist die über 25 Meter hohe trommelförmige Glaskuppel über dem Empfangsgebäude. Canada Water ist die einzige Station, die gemäß den inzwischen verworfenen Plänen der Fleet Line gebaut wurde.
Die Station Canary Wharf erschließt das gleichnamige Wolkenkratzer-Viertel in den Docklands. Sie ist die flächenmäßig größte Station im gesamten Underground-Netz, sie wurde vom renommierten Architekten Norman Foster entworfen und in einem leergepumpten Hafenbecken errichtet. Der Hauptgrund für die enormen Proportionen ist die große Anzahl Menschen, die diese Station benutzen; täglich steigen hier über 50.000 Fahrgäste ein oder aus. Damit ist Canary Wharf eine der meistgenutzten Stationen überhaupt.

## Betrieb
Die Züge der Jubilee Line fahren auf folgenden Abschnitten:
- Stratford – Stanmore: 12–15 Züge/Stunde
- Stratford – Wembley Park: 4–5 Züge/Stunde
- Stratford – Willesden Green: 4 Züge/Stunde

## Stationen
von West nach Ost:
- Stanmore – eröffnet am 10. Dezember 1932 für die Metropolitan Line; an die Bakerloo Line transferiert am 20. November 1939; an die Jubilee Line transferiert am 1. Mai 1979
- Canons Park – eröffnet am 10. Dezember 1932 für die Metropolitan Line; an die Bakerloo Line transferiert am 20. November 1939; an die Jubilee Line transferiert am 1. Mai 1979
- Queensbury – eröffnet am 16. Dezember 1934 für die Metropolitan Line; an die Bakerloo Line transferiert am 20. November 1939; an die Jubilee Line transferiert am 1. Mai 1979
- Kingsbury – eröffnet am 10. Dezember 1932 für die Metropolitan Line; an die Bakerloo Line transferiert am 20. November 1939; an die Jubilee Line transferiert am 1. Mai 1979
- Wembley Park – erstmals bedient durch die Bakerloo Line am 20. November 1939; an die Jubilee Line transferiert am 1. Mai 1979
- Neasden – erstmals bedient durch die Bakerloo Line am 20. November 1939; an die Jubilee Line transferiert am 1. Mai 1979
- Dollis Hill – erstmals bedient durch die Bakerloo Line am 20. November 1939; an die Jubilee Line transferiert am 1. Mai 1979
- Willesden Green – erstmals bedient durch die Bakerloo Line am 20. November 1939; an die Jubilee Line transferiert am 1. Mai 1979
- Kilburn – erstmals bedient durch die Bakerloo Line am 20. November 1939; an die Jubilee Line transferiert am 1. Mai 1979
- West Hampstead – erstmals bedient durch die Bakerloo Line am 20. November 1939; an die Jubilee Line transferiert am 1. Mai 1979
- Finchley Road – erstmals bedient durch die Bakerloo Line am 20. November 1939; an die Jubilee Line transferiert am 1. Mai 1979
- Swiss Cottage – erstmals bedient durch die Bakerloo Line am 20. November 1939; an die Jubilee Line transferiert am 1. Mai 1979
- St. John’s Wood – erstmals bedient durch die Bakerloo Line am 20. November 1939; an die Jubilee Line transferiert am 1. Mai 1979
- Baker Street – eröffnet am 1. Mai 1979
- Bond Street – eröffnet am 1. Mai 1979
- Green Park – eröffnet am 1. Mai 1979
- Charing Cross – eröffnet am 1. Mai 1979; geschlossen am 19. November 1999
- Westminster – eröffnet am 22. Dezember 1999
- Waterloo – eröffnet am 24. September 1999
- Southwark – eröffnet am 20. November 1999
- London Bridge – eröffnet am 7. Oktober 1999
- Bermondsey – eröffnet am 17. September 1999
- Canada Water – eröffnet am 17. September 1999
- Canary Wharf – eröffnet am 17. September 1999
- North Greenwich – eröffnet am 14. Mai 1999
- Canning Town – eröffnet am 14. Mai 1999
- West Ham – eröffnet am 14. Mai 1999
- Stratford – eröffnet am 14. Mai 1999

## Sicherheit und Brandschutz

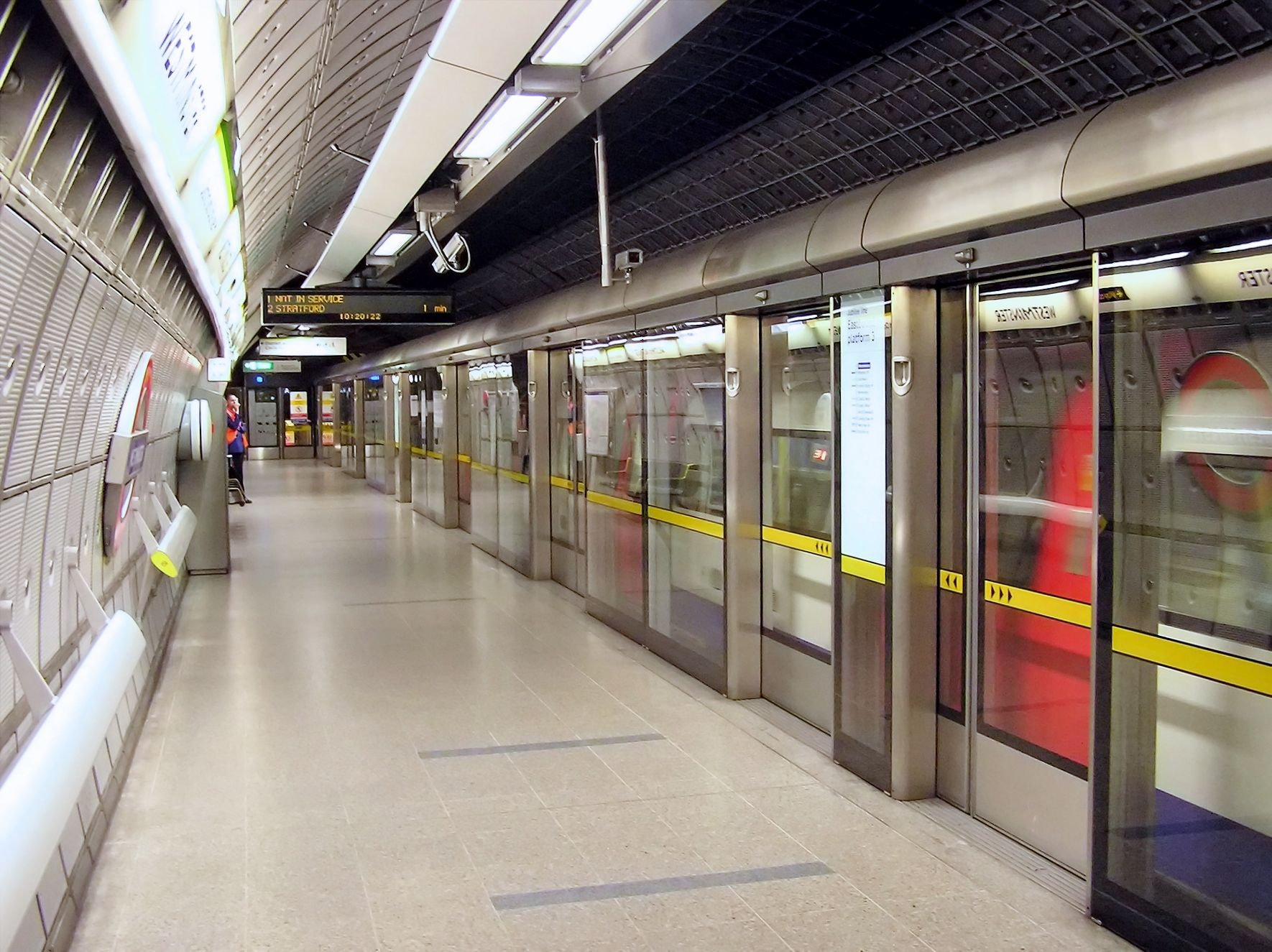
Bahnsteigtüren in der Station Westminster

Aus den Erfahrungen des King’s Cross Fire von 1987 sowie aus zahlreichen anderen Linien oder U-Bahn-Netzen weltweit wurde für die Verlängerung ein spezielles Sicherheitskonzept ausarbeitet, welches die allgemeine Sicherheit des Fahrgasts sowie einen verbesserten Brandschutz darstellte. Neben gläsernen Trennwänden zwischen Bahnsteig und Gleis wurde auch eine Sprinkleranlage sowie ein verbesserter Rauchabzug eingebaut. Ferner wurden alle Stationen mit mindestens zwei Ausgängen auf je einer Seite des Bahnsteigs versehen, damit im Brandfall ein Fluchtweg freigehalten ist.

## Weitere Planungen
Es war vorgesehen, ab September 2015 an den Wochenenden einen 24-Stunden-Betrieb auf der gesamten Strecke einzuführen. Wegen eines andauernden Streits zwischen der Betreibergesellschaft Transport for London und den Bahngewerkschaften wurde diese Planung zurückgestellt. Der Service wurde am 7. Oktober 2016 eingeführt.